# Lacheralm
Die Lacheralm ist eine Alm in den Bayerischen Voralpen an den Südhängen der Lacherspitze in der Wendelsteingruppe. Mehrere Almgebäude verteilen sich auf einer Höhe zwischen 1350 m und 1450 m.
Ein Gebäude der Alm, die sogenannte Zettlhütte, ist als Baudenkmal ausgewiesen.
Die Alm kann als einfache Wanderung oder per Mountainbike erreicht werden.